# Sema Meray
Sema Meray (bürgerlich Sema Prinzessin zu Sayn-Wittgenstein-Berleburg, * 26. Februar 1960 in Mersin, Türkei) ist eine deutsch-türkische Schauspielerin und Autorin.

## Leben
Sema Meray ist türkischer Abstammung und wuchs in Deutschland auf. Einem breiteren Publikum wurde sie bekannt, als sie von 1998 bis 2003 die Rolle der Helga Schrader in der WDR-Fernsehserie Die Anrheiner spielte. Gelegentlich war sie in der Lindenstraße als Tante Hatice zu sehen. Meray wirkte außerdem als Schauspielerin am Theater, als Autorin und Synchronsprecherin. 
Im Februar 2008 wurde ihr Theaterstück Wegen der Ehre/Namus Icin (Regie: Till Rickelt) im Freien Werkstatt Theater Köln aufgeführt. In diesem Stück wirkte auch ihre Tochter, die Schauspielerin Lilli Hollunder, mit. 
Meray setzt sich für die Erhaltung des in der Türkei befindlichen Klosters Mor Gabriel ein.
Im Frühsommer 2014 heiratete Sema Meray ihren Lebensgefährten Hubertus Prinz zu Sayn-Wittgenstein-Berleburg. Sie leben zusammen auf Schloss Strauweiler im bergischen Odenthal.

## Filmografie (Auswahl)
- 1997: Unter uns
- 1999–2003: Die Anrheiner (wiederkehrend)
- 2002: Tatort – Schützlinge (Fernsehreihe)
- 2003: Die Sitte – Folge: Flüstertöne
- 2004: SOKO Köln – Folge: Tod am Bau
- 2005–2022: In aller Freundschaft (Fernsehserie, 10 Folgen)
- 2006–2011: Lindenstraße (wiederkehrend)
- 2010: Kommissar Stolberg – Folge: Bei Anruf Mord
- 2010: Tatort – Schmale Schultern
- 2012: Sturm der Liebe
- 2014–2015: Rote Rosen